# Embaixada do Paquistão em Brasília
A Embaixada do Paquistão em Brasília é a principal representação diplomática paquistanesa no Brasil. As relações diplomáticas entre o Brasil e o Paquistão foram estabelecidas em 1948. A embaixada em Karachi foi aberta em 1952. No mesmo ano, o Paquistão instalou sua embaixada no Rio de Janeiro.